# 瓦西里·布柳赫尔
瓦西里·康斯坦丁諾維奇·布柳赫尔（羅馬化：Vasiliy Konstantinovich Blyukher；1889年11月19日—1938年11月9日），蘇聯著名軍事將領，是初期的五大元帥。在華取漢名「加倫」，被稱為「加倫將軍」，因蘇俄內戰而成名，曾任防禦日本侵略的遠東方面軍司令。1938年11月9日在斯大林的大清洗被暗中殺害；1956年獲得平反。

## 生平

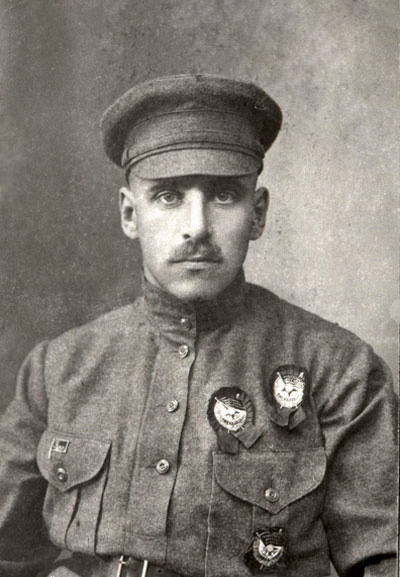
俄國內戰時期的布柳赫爾

出生於貧民家庭，1905年開始參加革命運動，在第一次世界大戰中獲戰功、獎章。在十月革命、俄罗斯内战中立下战功，是苏联第一枚红旗勋章的获得者。

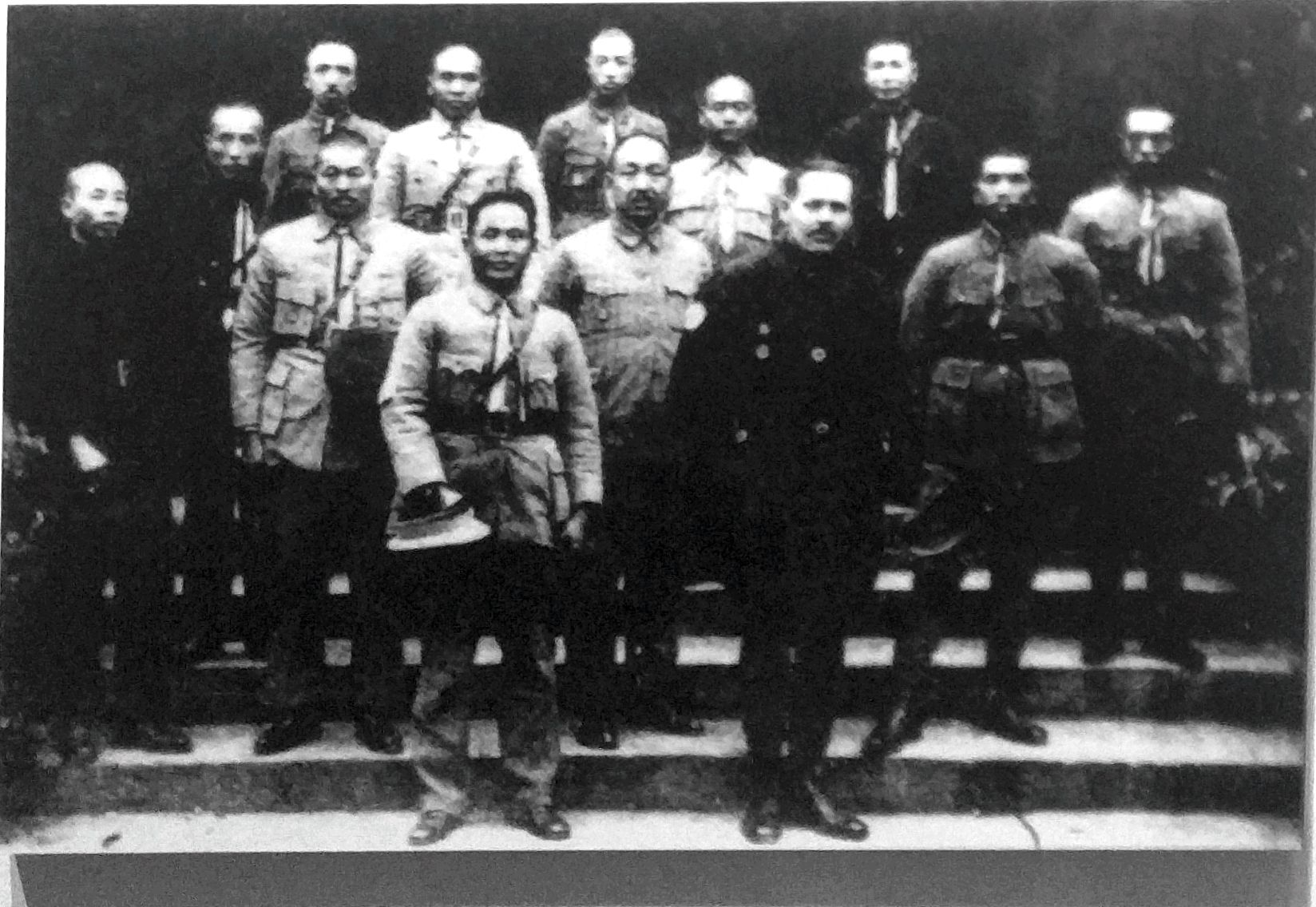
何應欽和蘇聯軍事顧問團團長加倫將軍於國民革命軍東征途中合影

1923年奉派到中國，任廣州軍政府軍事總顧問。:2021924年6月，出席黄埔军校开学典礼，参与黄埔军校的教学活动。因前任顾问帕维尔·安德烈耶维奇·巴甫洛夫在华溺水身亡。1924年10月及1926年5月，兩次受蘇聯政府派遣抵華，任廣州國民政府軍事顧問，參加東征、北伐之籌畫，獲蔣中正之重視。1927年返俄，而其继任者为季山嘉。:202
1929年中东路事件中，指挥苏联红军击败中华民国张学良指挥的东北军。1929年至1938年，任蘇聯遠東軍區司令。:2021935年，成為5名首批授銜苏联元帅之一。1938年，在張鼓峰事件中指揮蘇軍與日軍作戰。同年，在苏联大清洗中，布柳赫尔被逮捕，獄中受到嚴刑拷打和折磨，一眼被挖出，11月9日死於獄中，其死讯未公布。1956年一個負責調查清洗事件的委員會就向黨的領導層秘密報告稱，一名前軍官在審訊期間見過布柳赫爾，当时，他的整個臉都腫了，佈滿瘀傷。與大多數遭受這種酷刑的囚犯不同，他沒有簽署虛假供詞，但經過18天的酷刑後，他於1938年11月9日傷重身亡。1939年，蔣介石在會見史達林時詢問布柳赫爾的下落，並詢問他是否可以回來幫助國民黨。史達林回答說，這位將軍因幫助日本間諜而被處決。1956年布柳赫爾獲得平反。1989年，《消息報》首次報導了布柳赫爾的死因。

## 著作
- 《布柳赫爾言論集》